# Malacopteron albogulare
Malacopteron albogulare é uma espécie de ave da família Pellorneidae.
Pode ser encontrada nos seguintes países: Brunei, Indonésia, Malásia e Singapura.
Os seus habitats naturais são: florestas subtropicais ou tropicais húmidas de baixa altitude e pântanos subtropicais ou tropicais.
Está ameaçada por perda de habitat.